# Bevin Bru
Bevin Victoria Bru (Miami, 27 de marzo de 1991) es una actriz estadounidense, conocida por su papel como Angelique Martin en la serie de The CW Batwoman.

## Biografía
Bevin Bru nació el 27 de marzo de 1991 en Miami, Florida, Estados Unidos.

## Filmografía

### Ficción

#### Cine
| Año            | Título                       | Papel           | Notas        |
| -------------- | ---------------------------- | --------------- | ------------ |
| 2012           | Brooklyn Gángster            | Roma            | Película     |
| 2013           | We Kid                       | Ludmilla        | Cortometraje |
| 2014           | Otaku                        | Jenn            | Cortometraje |
| 2015           | The Vixens                   | Shitheel        | Película     |
| 2015           | Like Me                      | Monica Thompson | Cortometraje |
| 2018           | Head Count                   | Camille         | Película     |
| 2020           | Betamaxxx: Never Sleep Again | Claudia         | Cortometraje |
| 2022           | Finding Home                 | Aerin           | Cortometraje |
| 2023           | 57 Seconds                   | Renee Renzler   | Película     |
| Postproducción | Virgin Forest                | Anna            | Película     |

#### Televisión
| Año  | Título                                                  | Papel            | Notas       |
| ---- | ------------------------------------------------------- | ---------------- | ----------- |
| 2016 | Private Sales                                           | Zoe              | 2 episodios |
| 2018 | METRO                                                   | Jenny            | 2 episodios |
| 2020 | A Haitian American's Guide to Dissapointing Your Family | Gina             | Miniserie   |
| 2020 | Don't Look Deeper                                       | Belinda          | 1 episodio  |
| 2021 | 9-1-1: Lone Star                                        | Sophia           | 1 episodio  |
| 2021 | Batwoman                                                | Angelique Martin | 8 episodios |
| 2022 | Ultra Violet & Black Scorpion                           | Miradora         | 1 episodio  |
| 2022 | Ramy                                                    | Ashley           | 1 episodio  |

### No ficción
| Año  | Título                                 | Papel      | Notas |
| ---- | -------------------------------------- | ---------- | ----- |
| 2016 | History Kids: How a Bill Becomes a Law | Anfitriona |       |
| 2016 | History Kids: State Government         | Anfitriona | [ 3 ] |